# Марков, Анатолий Павлович
Анатолий Павлович Марков (23 декабря 1938, Москва — 22 января 2000) — советский футболист, нападающий.
Воспитанник московского футбола. В 1962 году выступал за ленинградский «Спартак». В 1963—1969 годах с перерывами играл в составе «Зенита» Ижевск; в 1964 году с целью заменить травмированного Николая Рязанова перешёл в «Зенит» Ленинград. В первом же матче 2 марта забил гол в ворота «Нефтяника» Баку, однако проведя за клуб 20 матчей, в следующем году вернулся в Ижевск. В 1966 году отыграл 16 матчей за «Карпаты» Львов. Впоследствии играл в составе команд «Строитель» Канск (1970), «Уралан» Элиста (1971), «Электрон» Новгород (1971—1973).
В 1980—1991 годах выступал за команду «Лентрансагентства», с 1991 — за команду ветеранов Санкт-Петербурга. С 2000 — директор фонда помощи ветеранам спорта имени Л. Г. Иванова.